# 1327 Namaqua
1327 Namaqua (1934 RT) là một tiểu hành tinh vành đai chính được phát hiện ngày 7 tháng 9 năm 1934 bởi C. Jackson ở Johannesburg (UO).